# König-Ludwig-Trasse

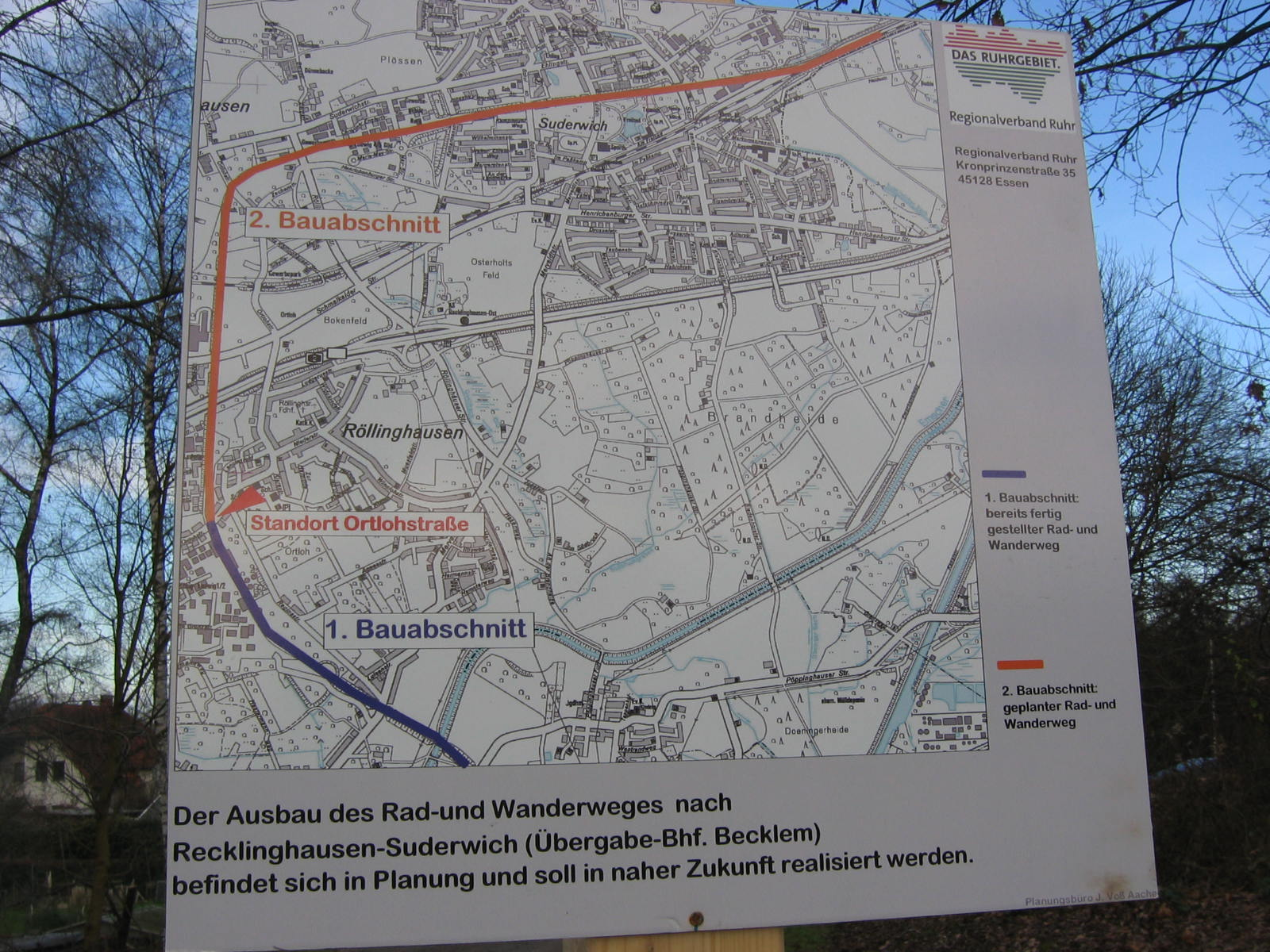
Hinweisschild über den Ausbau der König-Ludwig-Trasse

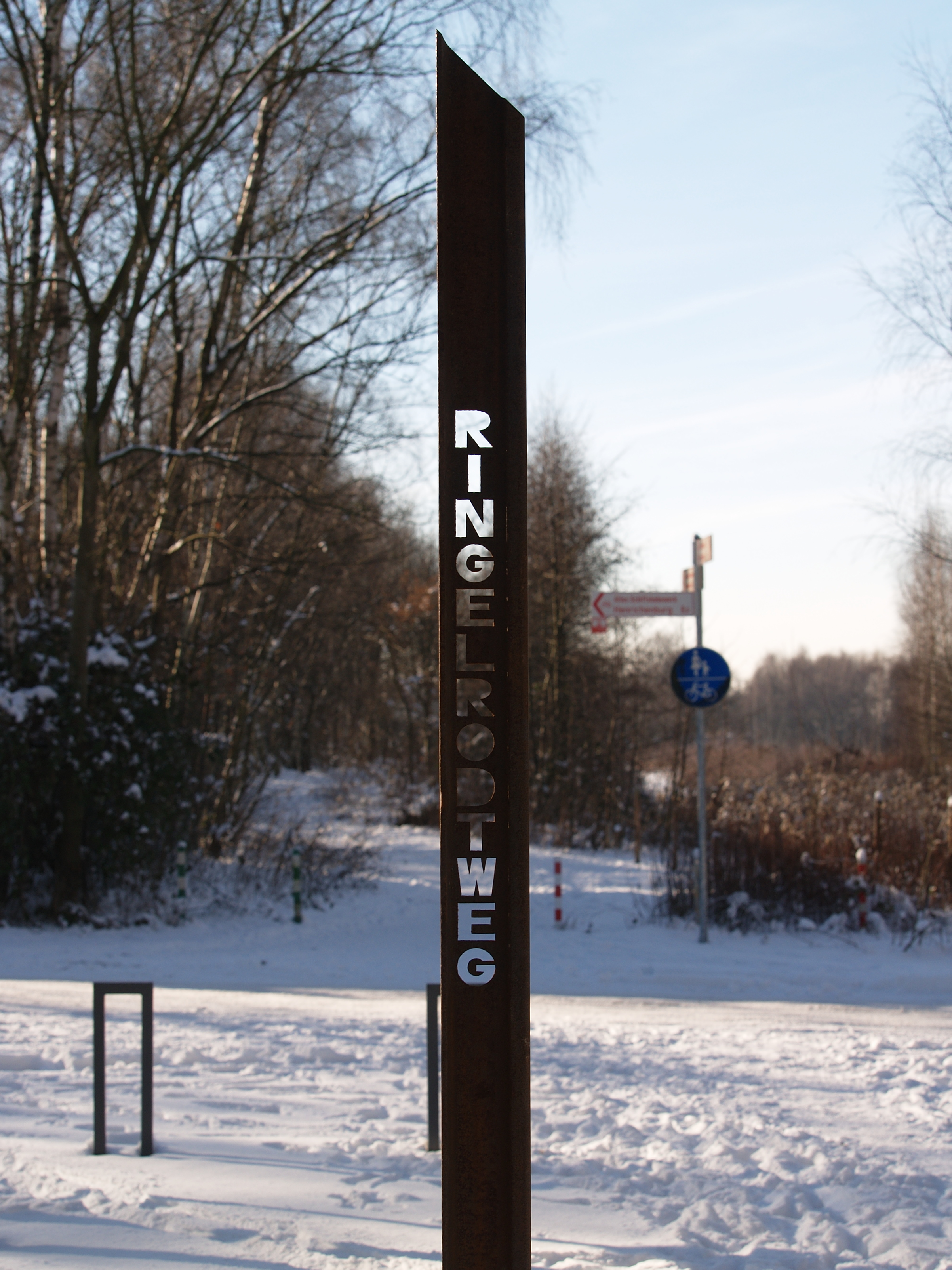
Abfahrtsmarkierung an der KLT

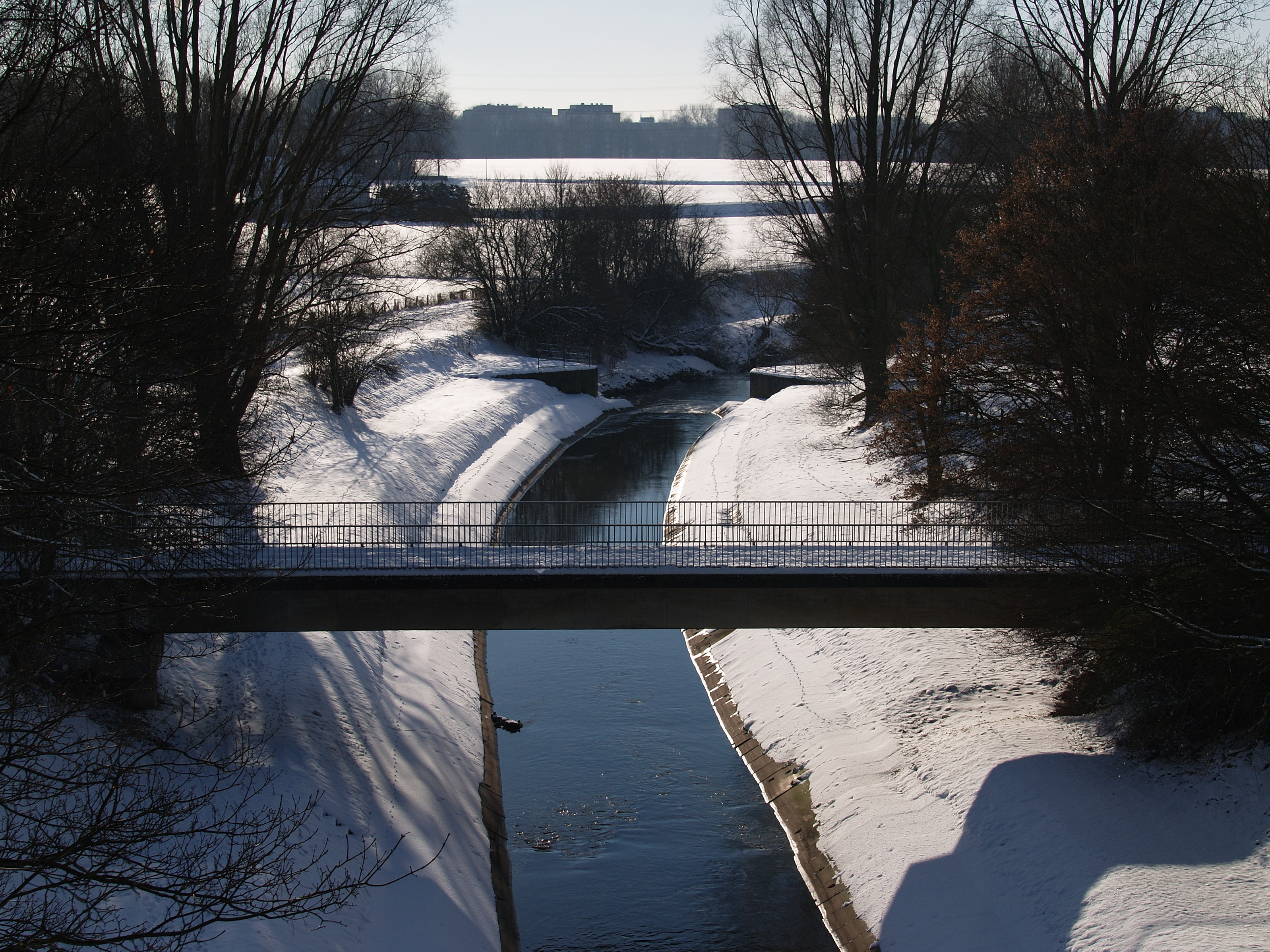
Die Emscher von der Emscherbrücke

Die König-Ludwig-Trasse (kurz KLT) ist eine ehemalige Eisenbahntrasse im Ruhrgebiet in den Städten Castrop-Rauxel und Recklinghausen, die die Zechen König Ludwig I/II und IV/V mit dem Kohleverladehafen am Rhein-Herne-Kanal in Pöppinghausen verband. Die Strecke ist auf einer Länge von 2,5 km vom Hafen bis zur Orthlohstraße als Geh- und Radweg ausgebaut und im Dezember 2008 auf diesem Teilabschnitt freigegeben worden. Die Trasse soll bis zu ihrem Ende an der Halde Blumenthal in Oer-Erkenschwick umgewidmet werden.

## Geschichte
1885 wurde eine zecheneigene Verbindung von König-Ludwig I/II mit dem Bahnanschluss in Recklinghausen errichtet. Sie wurde später nach Norden bis zur Zeche König-Ludwig IV/V in Suderwich (jetzt zu Recklinghausen gehörend) verlängert. Mit dem Bau des Stichkanals zum Dortmund-Ems-Kanal von Henrichenburg nach Herne (heute Teil des Rhein-Herne-Kanals) wurde die Strecke nach Süden bis zum Hafen König-Ludwig verlängert. Dort befanden sich zwei ausgedehnte Lagerplätze für Kohle und Koks mit einer großen Portalkrananlage für deren Verladung auf Kanalschiffe. Die Strecke diente auch zur Personenbeförderung der Bergleute zwischen den Zechen. Vom Kanalhafen aus war auch die ehemalige Staatswerft nördlich der Kanalschleuse Herne-Ost angeschlossen. Im Norden lässt sich die Trasse bis zum Bergwerk Blumenthal-Haard in Oer-Erkenschwick verfolgen.
Die Zechen selbst wurden 1963 und 1965 stillgelegt. Über die Bahnlinie wurde dann noch der Materialtransport beim Abbau der Schachtanlagen abgewickelt. Reste der Bahn wurden in den 1990er Jahren stillgelegt und abgebaut.

## Der KLT Radweg
Der RVR erwarb Flächen der KLT und sanierte die Brücken über mehrere Straßen und die Emscher. Der erste Bauabschnitt ist mit einer wassergebundenen Oberfläche ausgestattet. Die Zufahrt vom Rhein-Herne-Kanal-Radweg (Nordseite) führt über die ehemaligen Lagerplätze, die heute zum Teil zum Abstellen / Überwintern der Freitzeitschiffe des AMC Castrop Rauxel genutzt werden. Der AMC nutzt den Hafen als Sportboothafen.
Da die Bahnlinie zwischen dem Hafen und der ehemaligen Zeche I/II auf einem hohen Damm geführt wurde, hat man in diesem Bereich einen guten Überblick über das mittlere Emschertal, das ländlich geprägt ist. Die Brücken über die Pöppinghauser Straße, die Merveldtstraße und über die Emscher sind aufwändig saniert worden. An der Emscherbrücke ist ein Rampe errichtet, die einen Zugang zum Emscherradweg ermöglicht. Die Strecke ist ausgezeichnet beschildert; königsblaue Stelen markieren auffällig den Weg.
Vor dem Bergwerk König-Ludwig flacht der Bahndamm ab. Eisenbahnschienen tragen die Bezeichnung der Zugänge und im Bereich der Zeche ist eine Station mit Streckenausbau und einer Grubenlokomotive ausgestellt. An mehreren Stellen sind Sitzgelegenheiten angeordnet worden. Vor der Ortlohstraße passiert man die aus Beton errichtete Kohlenverladung des Bergwerkes, neben der noch ein rostiger Wasserhochbehälter steht.

## Weitere Bauabschnitte
Der nächste Bauabschnitt mit einer Länge von 6 km erstreckt sich von der Ortlohstraße über die vorhandene Brücke über die Autobahn A2 bis zum Becklemer Busch. Die Brücke über die Güterzugstrecke war demontiert worden und muss neu errichtet werden.
Der letzte Bauabschnitt soll bis zur Halde Blumenthal in Oer-Erkenschwick führen. Die Gesamtlänge der Strecke wird dann 14 Kilometer betragen.
Mit der König-Ludwig-Trasse verdichtet sich das Radwegenetz des Ruhrgebietes. Nach Endausbau kann vom Westpark in Bochum aus über die Erzbahntrasse, den Emscher-Weg oder den Radweg am Rhein-Herne-Kanal und die König-Ludwig-Trasse die 100-Schlösser-Route und damit das südliche Münsterland kreuzungsfrei erreicht werden.
Am 13. Juni 2018 wurde der nächste Bauabschnitt zwischen der Ortlohstraße und der Sachsenstraße eröffnet.

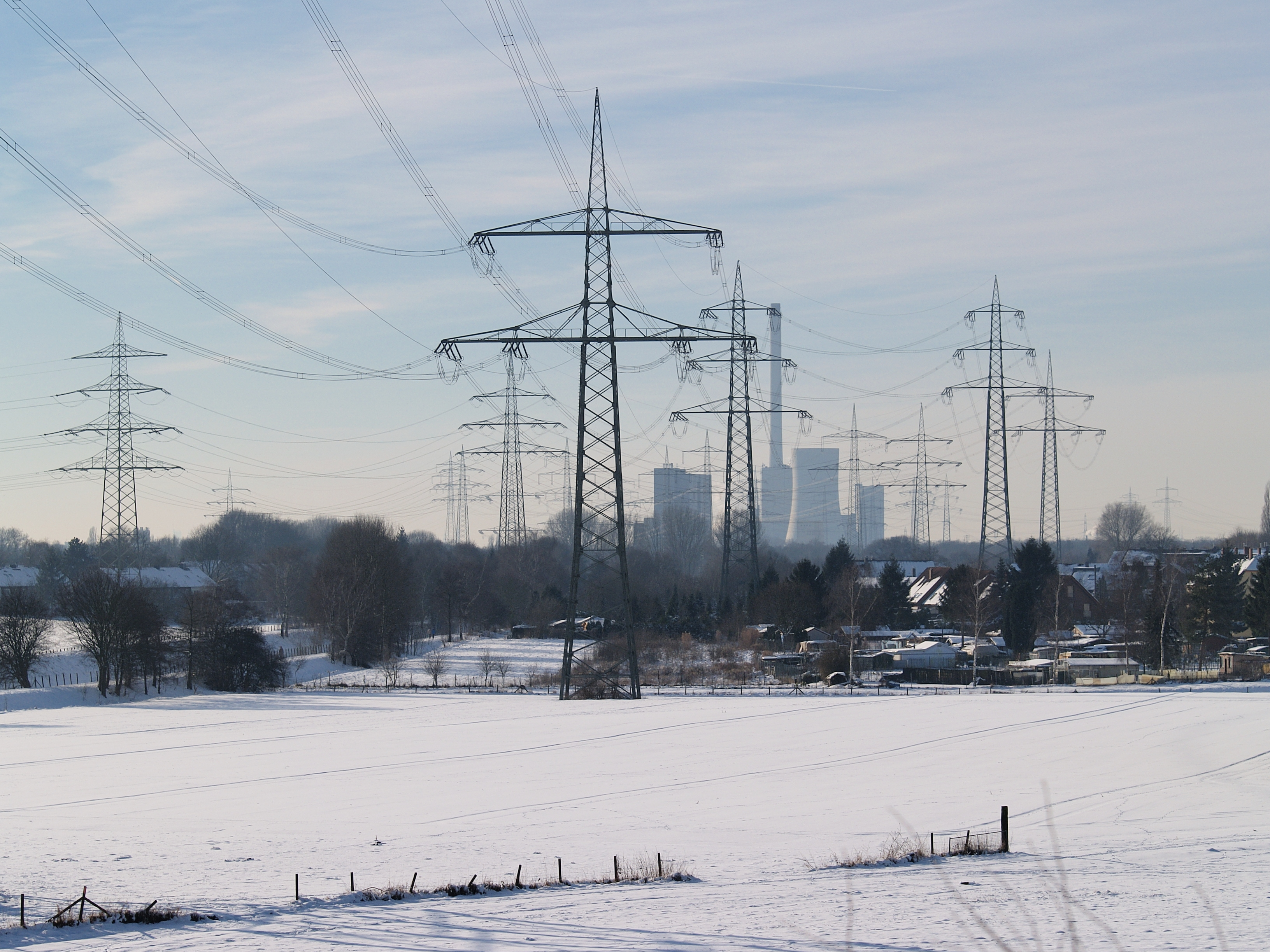
Blick in das Emschertal nach Westen
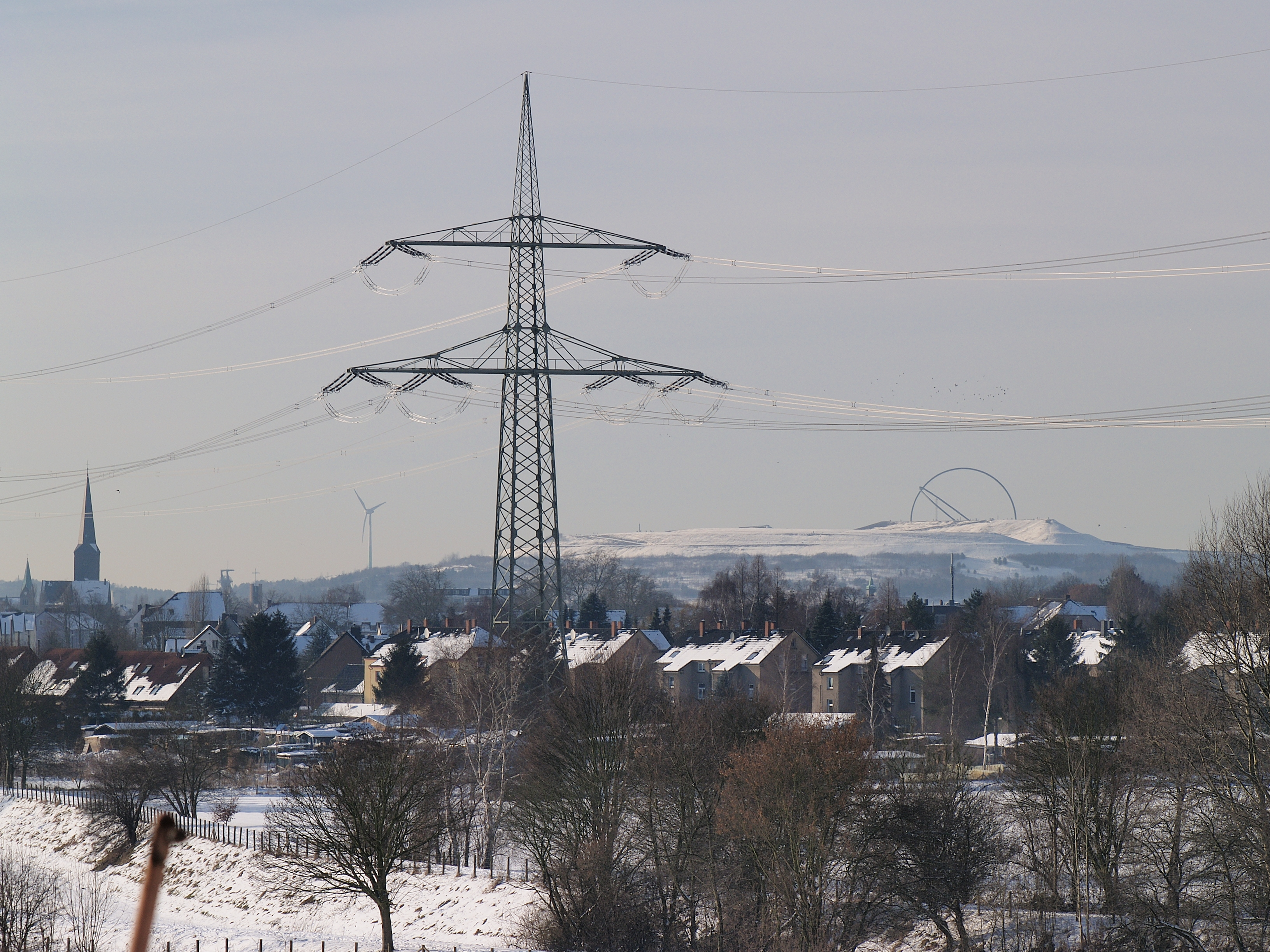
Die Halde Hoheward
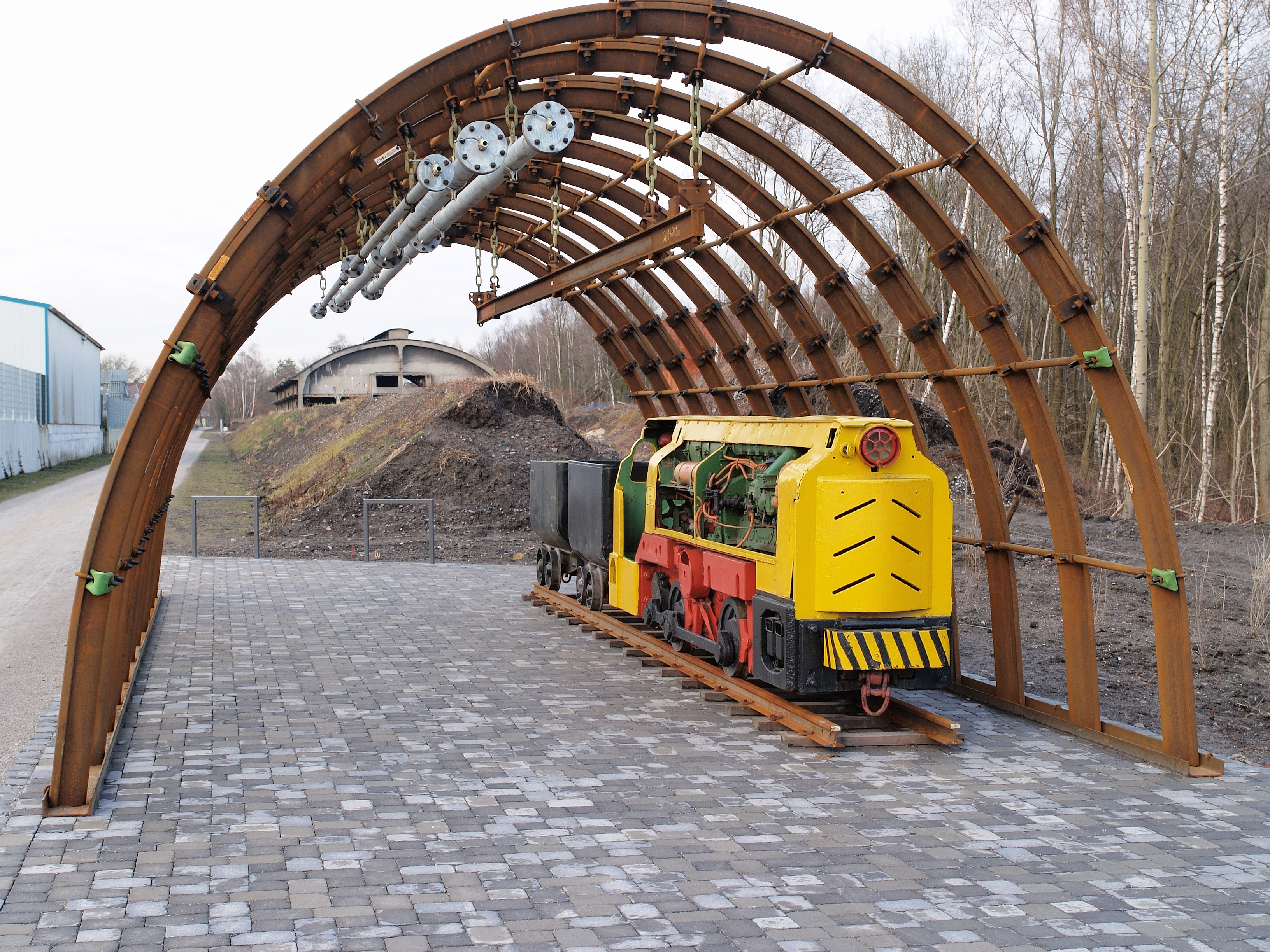
Rastplatz mit Streckenausbau
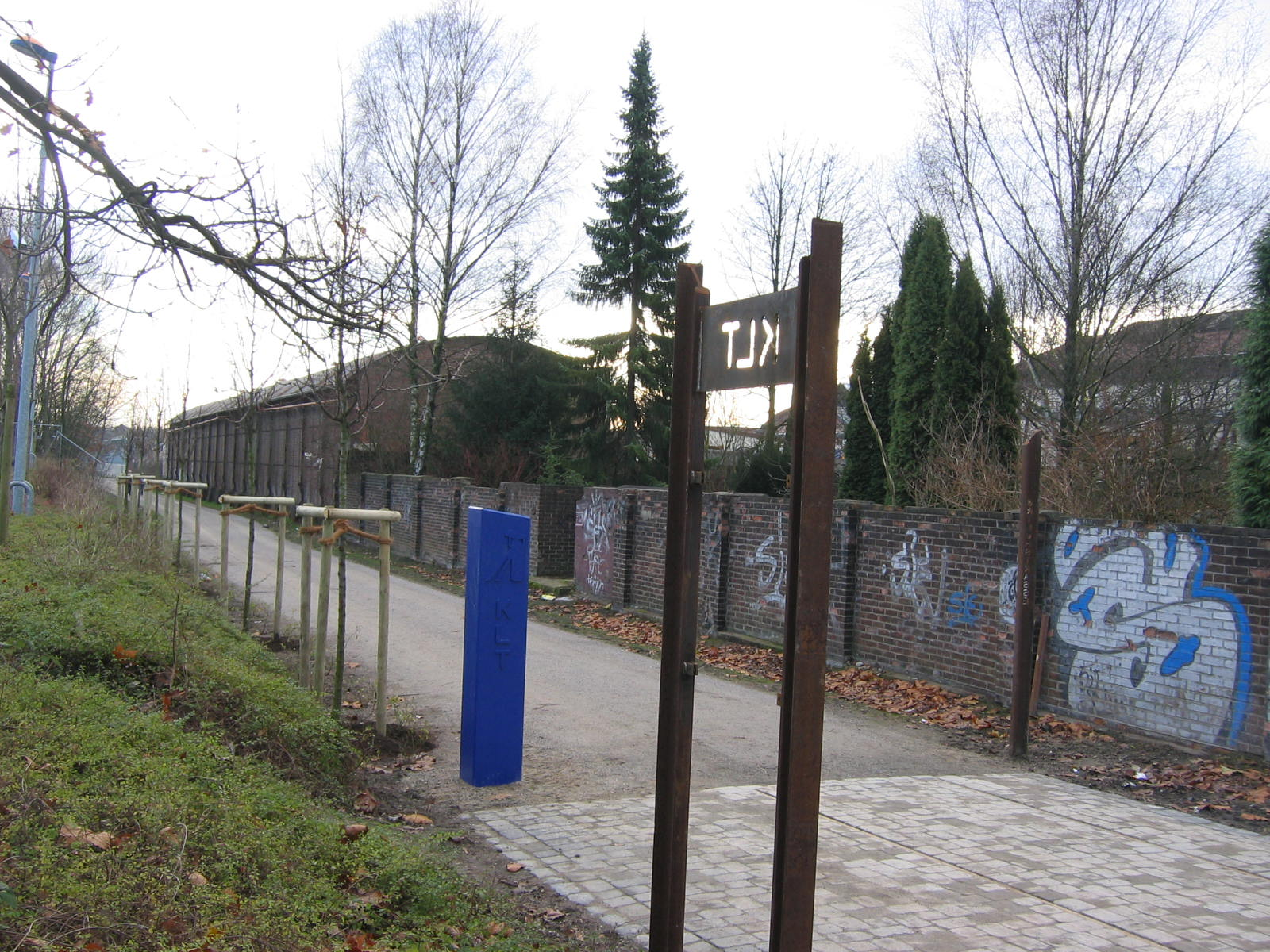
Einstieg in den Radweg in Höhe der ehemaligen Zeche